# 加加林广场站
加加林廣場站（羅馬化：Ploshchad Gagarina）是莫斯科地鐵莫斯科中央環線的一個車站。此站提供免費出站轉乘卡盧加－里加線的列寧大道站。加加林廣場站是莫斯科中央環線上唯一的地下車站。
在通車首個月，此站成為此線上最多人數使用的的車站，每日25,800人。第二位的是弗拉德金諾站，每日18,300人。截至2017年1月，此站繼續成為全線最多人進出的車站。

## 圖片

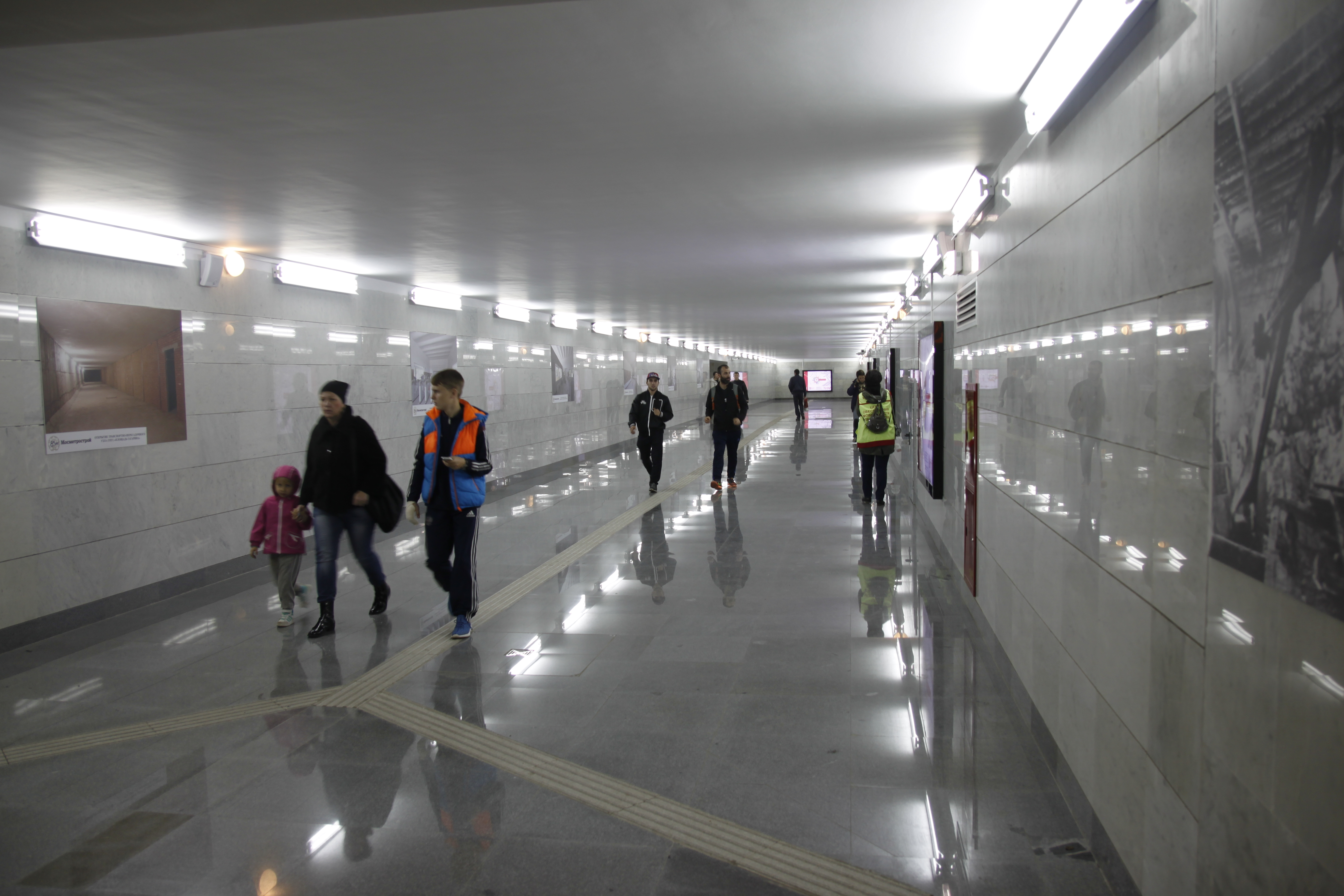
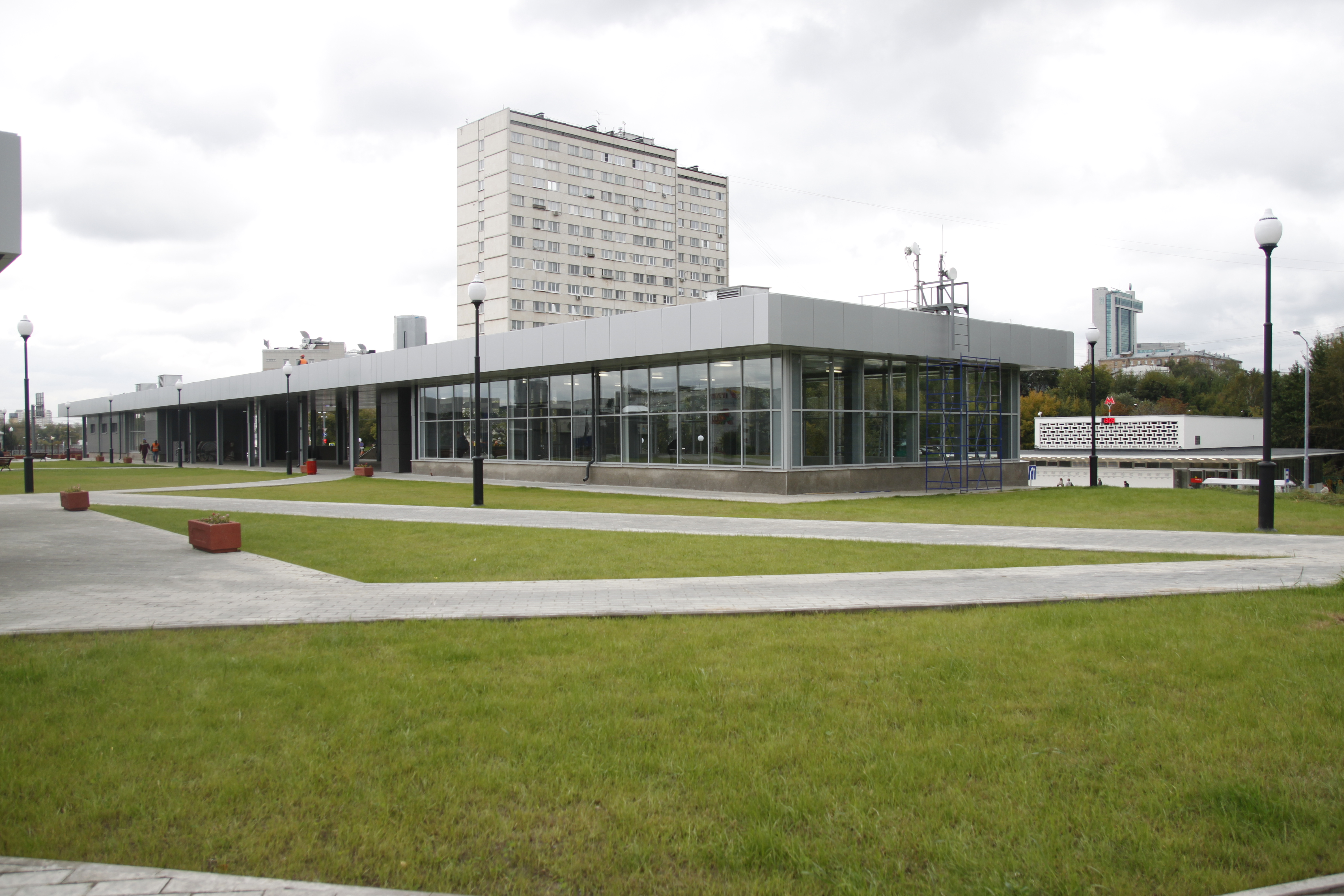
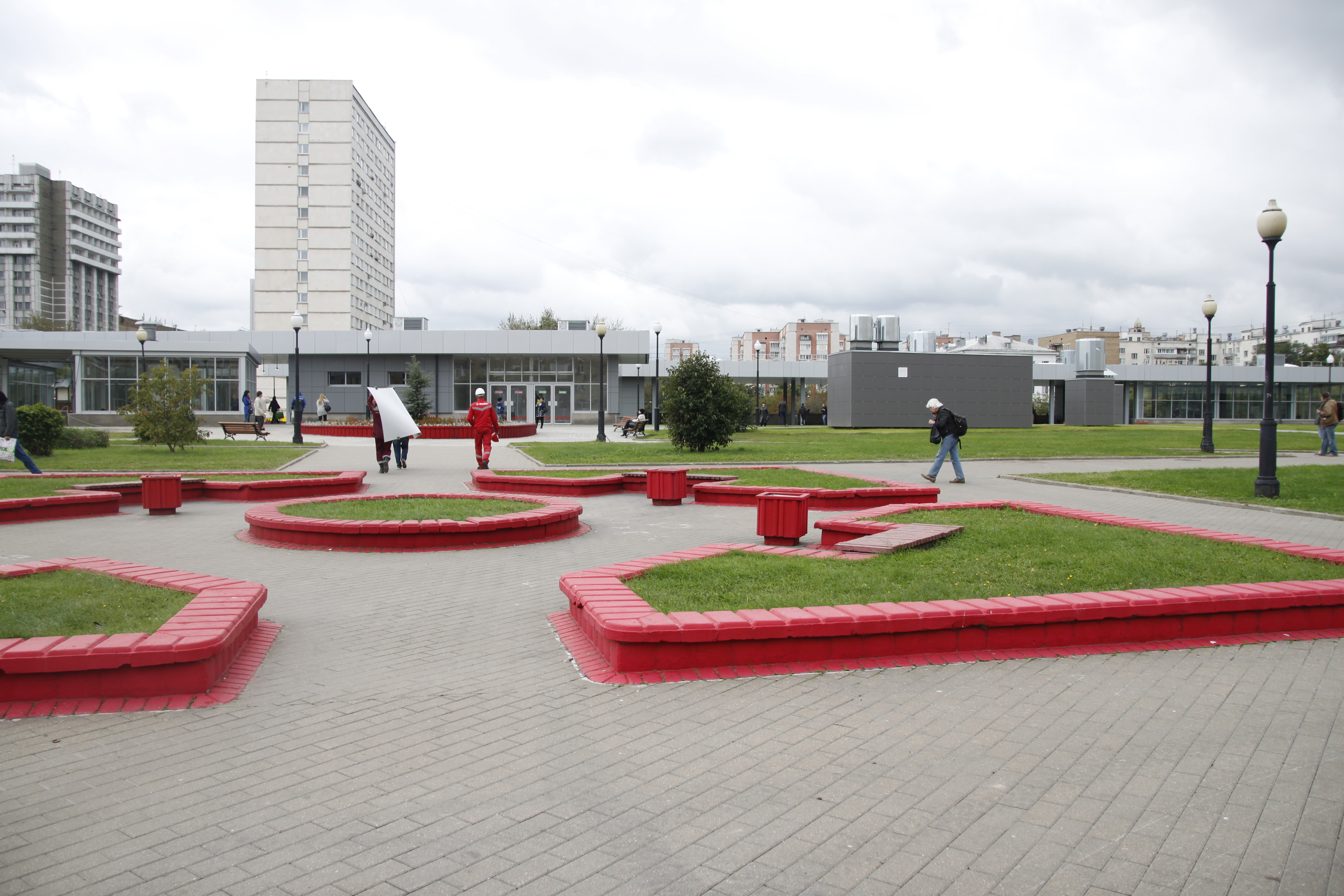

## 外部連結
- mkzd.ru